# РПГ-40
РПГ-40 (ручная противотанковая граната образца 1940 года) — советская фугасная противотанковая граната.

## История
Граната была создана в ГСКБ-30 конструктором М. И. Пузырёвым, успешно прошла полигонные испытания, но до начала Великой Отечественной войны серийное производство организовать не успели. В июле 1941 года Главным артиллерийским управлением РККА было принято решение о организации её серийного производства в самые краткие сроки. Производилась на нескольких предприятиях (в том числе, на неспециализированных предприятиях местной промышленности). 
Организацией массового производства этих гранат занимался инженер по производству боеприпасов С. Новиков. Уже к октябрю 1941 года защищавшие Москву советские войска были обеспечены значительным количеством гранат РПГ-40. Использовалась на протяжении всей войны, но в связи с тем, что в ходе войны бронепробиваемость РПГ-40 стала недостаточной, для борьбы с новейшими немецкими танками в 1943 году появилась кумулятивная граната РПГ-43.

## Описание
РПГ-40 предназначалась для борьбы с бронированной техникой противника, бронемашинами и лёгкими танками, имеющими броню до 20—25 мм. Граната была снабжена ударным взрывателем мгновенного действия, который обеспечивал подрыв при контакте с твёрдой целью и поражение её за счёт фугасного эффекта. Броня толщиной до 20—25 мм поражалась сквозным пробитием (максимальная бронепробиваемость до 40 мм), более толстая — за счёт откола внутреннего слоя, образовывавшего вторичные поражающие элементы. 
В марте 1943 года гранаты РПГ-40 испытывали на захваченном на Волховском фронте немецком тяжёлом танке «тигр», в результате было установлено, что РПГ-40 может разбить гусеницу «тигра», но пробить бортовую броню уже не в состоянии.
Также граната применялась для разрушения гусениц танков, могла быть использована для разрушения защищённых огневых точек и лёгких полевых укрытий.

## Страны-эксплуатанты
- СССР[1]
- Нацистская Германия — трофейные гранаты использовались под наименованием Handgranate 338(r)
- Социалистическая Республика Румыния — после перехода Румынии на сторону Антигитлеровской коалиции 23 августа 1944 года СССР предоставил техническую документацию на производство ручных гранат румынской стороне и гранаты РПГ-40 производились до 1950-х годов[3]
- Югославия — советские гранаты РПГ-40 были приняты на вооружение под названием РПБ-40[4]